# Temporada 2020-21 de Fórmula Renault 2.0 Argentina
La temporada 2020-21 de la Fórmula Renault 2.0 Argentina, fue la 56.ª edición del mencionado campeonato, desde su creación en 1965 como Fórmula 4 Argentina. Fue a su vez, la 42.ª edición desde su constitución en 1980 como Fórmula Renault Argentina y la 12.ª desde la implementación de motores Renault F4R 2.0, en 2010. Su calendario estuvo compuesto por 8 fechas, siendo todas coincidentes con parte del calendario del Super TC 2000, desarrollándose en cada caso, jornadas de doble competencia. Cabe destacar que este campeonato no pudo llevarse a cabo con normalidad, ya que su inicio debió retrasarse como consecuencia del brote pandémico de COVID-19 en el territorio argentino, debido al cual el Poder Ejecutivo Nacional decretó el Aislamiento Social Preventivo y Obligatorio para toda la población, provocando la declaración de estado de cuarentena y el consecuente cese de las actividades deportivas, en todo el territorio argentino. A causa de esto, el torneo se reinició tras el primer levantamiento de restricciones a las actividades de motor, pero se debió prolongar el desarrollo del mismo hasta los primeros días de 2021, debiendo también sujetar la organización de las competencias a la situación pandémica de cada municipio a visitar.
El campeón de esta temporada fue el piloto pinamarense Jorge Barrio de la escudería Croizet Racing. Todos los coches utilizados fueron chasis Tito 02, del proyectista Héctor Pérez, equipados con motores Renault F4R 2.0.

## Equipos y pilotos
| Equipo                     | N.º | Pilotos                | Fechas   |
| -------------------------- | --- | ---------------------- | -------- |
| LR Team Unlimited          | 1   | Guido Moggia           | 6        |
| LR Team Unlimited          | 117 | Ayrton Chorne          | 5-8      |
| Aimar Motorsport           | 5   | Francisco Caló         | Todas    |
| Aimar Motorsport           | 24  | Santiago López         | 3        |
| Aimar Motorsport           | 77  | Figgo Bessone          | 1-2      |
| Croizet Racing             | 6   | Eduardo Moreno         | Todas    |
| Croizet Racing             | 23  | Ignacio Montenegro     | 4-8      |
| Croizet Racing             | 41  | Jorge Barrio           | Todas    |
| Gabriel Werner Competición | 8   | Hernán Satler          | 6        |
| Gabriel Werner Competición | 17  | Isidoro Vezzaro        | Todas    |
| Gabriel Werner Competición | 20  | Diego Mohr             | 1-4, 6   |
| Gabriel Werner Competición | 85  | Tiago Pernía           | 7-8      |
| Gabriel Werner Competición | 94  | Lautaro Piñeiro Cecchi | 1-6      |
| Gabriel Werner Competición | 99  | Heber Lamboglia        | 7-8      |
| Gabriel Werner Competición | 145 | Iñaki Arrías           | 6-8      |
| Martínez Competición       | 14  | Mateo Polakovich       | Todas    |
| Martínez Competición       | 116 | Nicolás Suárez         | 4-5, 7-8 |
| Martínez Competición       | 117 | Ayrton Chorne          | 1-4      |
| Ferreira Motorsport        | 15  | Exequiel Bastidas      | 6        |
| Ferreira Motorsport        | 115 | Bruno Miglio           | 4-5      |
| Litoral Group              | 27  | Luca Longhi            | Todas    |
| Litoral Group              | 44  | Thomas Pozner          | 1-4, 7-8 |
| Litoral Group              | 85  | Tiago Pernía           | 2-6      |
| Barovero Racing Team       | 29  | Franco Bosio           | 3        |
| Barovero Racing Team       | 46  | Andrés Barovero        | 1        |
| Werner Junior Competición  | 107 | Bruno Chiapella        | 1-4      |

## Calendario
| N.º | Circuito                                    | Fecha                                         |
| --- | ------------------------------------------- | --------------------------------------------- |
| 1   | Autódromo Oscar y Juan Gálvez, Buenos Aires | 26-27 de septiembre de 2020                   |
| 2   | Autódromo Oscar Cabalén, Alta Gracia        | 24-25 de octubre de 2020                      |
| 3   | Autódromo Oscar Cabalén, Alta Gracia        | 31 de octubre de 2020 1º de noviembre de 2020 |
| 4   | Autódromo Oscar y Juan Gálvez, Buenos Aires | 28-29 de noviembre de 2021                    |
| 5   | Autódromo Parque Ciudad, Río Cuarto         | 09-10 de enero de 2021                        |
| 6   | Autódromo Ciudad de Paraná, Paraná          | 16-17 de enero de 2021                        |
| 7   | Autódromo Oscar y Juan Gálvez, Buenos Aires | 06-7 de febrero de 2021                       |
| 8   | Autódromo Oscar y Juan Gálvez, Buenos Aires | 13-14 de febrero de 2021                      |

## Suspensión de actividades por pandemia de COVID-19
Tras haberse disputado dos competencias los días 16 de febrero y 9 de marzo de 2020, la noticia del ingreso a la Argentina del virus SARS-CoV-2, provocó la declaración por parte del Poder Ejecutivo Nacional del Aislamiento Social Preventivo y Obligatorio, por el cual se suspendían todas las actividades cotidianas, entrando la población argentina en estado de cuarentena. Esta medida, que fue dictada por el entonces presidente Alberto Fernández, alcanzó a distintas actividades entre las cuales las prácticas deportivas, incluido el automovilismo de velocidad, se vieron suspendidas hasta nuevo aviso. A pesar de los esfuerzos para detener la propagación del virus, el estado de cuarentena debió extenderse en más de una oportunidad, en las cuales se veían liberadas algunas actividades. Sin embargo, el automovilismo no conseguía lograr la autorización para reanudar sus actividades, hasta mediados del mes de agosto, en el cual tras una reunión con el entonces ministro de Salud Ginés González García, el entonces presidente de ACTC, Hugo Mazzacane, presentó un protocolo de aislamiento y seguridad para garantizar el retorno de la actividad. Finalmente, la aprobación al retorno de las actividades del deporte motor en Argentina se dio a conocer el 29 de agosto. A todo esto, la actividad de la Fórmula Renault se vio supeditada a la determinación que debían tomar las autoridades del súper TC 2000, categoría con la que compartía actividad y calendario y que todavía no había dado inicio a su temporada 2020. Finalmente, la actividad del Campeonato Argentino de Fórmula Renault, tuvo su puntapié inicial el día 6 de septiembre en el Autódromo Oscar y Juan Gálvez de la Ciudad de Buenos Aires.

## Resultados
| Carreras | Carreras | Carreras                                | Pole Position              | Podios                     | Vueltas rápidas        | Referencias   |
| -------- | -------- | --------------------------------------- | -------------------------- | -------------------------- | ---------------------- | ------------- |
| 1        | F1       | Buenos Aires I 26 de septiembre de 2020 | Lautaro Piñeiro Cecchi     | 1º) Eduardo Moreno         | Isidoro Vezzaro        | [ 5 ] [ 6 ]   |
| 1        | F1       | Buenos Aires I 26 de septiembre de 2020 | Lautaro Piñeiro Cecchi     | 2º) Thomas Pozner          | Isidoro Vezzaro        | [ 5 ] [ 6 ]   |
| 1        | F1       | Buenos Aires I 26 de septiembre de 2020 | Lautaro Piñeiro Cecchi     | 3º) Ayrton Chorne          | Isidoro Vezzaro        | [ 5 ] [ 6 ]   |
| 1        | F2       | Buenos Aires I 27 de septiembre de 2020 |                            | 1º) Mateo Polakovich       | Lautaro Piñeiro Cecchi | [ 7 ]         |
| 1        | F2       | Buenos Aires I 27 de septiembre de 2020 | 2º) Lautaro Piñeiro Cecchi |                            | Lautaro Piñeiro Cecchi | [ 7 ]         |
| 1        | F2       | Buenos Aires I 27 de septiembre de 2020 | 3º) Isidoro Vezzaro        |                            | Lautaro Piñeiro Cecchi | [ 7 ]         |
| 2        | F1       | Alta Gracia I 24 de octubre de 2020     | Eduardo Moreno             | 1º) Isidoro Vezzaro        | Isidoro Vezzaro        | [ 8 ] [ 9 ]   |
| 2        | F1       | Alta Gracia I 24 de octubre de 2020     | Eduardo Moreno             | 2º) Jorge Barrio           | Isidoro Vezzaro        | [ 8 ] [ 9 ]   |
| 2        | F1       | Alta Gracia I 24 de octubre de 2020     | Eduardo Moreno             | 3º) Lautaro Piñeiro Cecchi | Isidoro Vezzaro        | [ 8 ] [ 9 ]   |
| 2        | F2       | Alta Gracia I 25 de octubre de 2020     |                            | 1º) Eduardo Moreno         | Eduardo Moreno         | [ 10 ]        |
| 2        | F2       | Alta Gracia I 25 de octubre de 2020     | 2º) Jorge Barrio           |                            | Eduardo Moreno         | [ 10 ]        |
| 2        | F2       | Alta Gracia I 25 de octubre de 2020     | 3º) Mateo Polakovich       |                            | Eduardo Moreno         | [ 10 ]        |
| 3        | F1       | Alta Gracia II 31 de octubre de 2020    | Lautaro Piñeiro Cecchi     | 1º) Isidoro Vezzaro        | Isidoro Vezzaro        | [ 11 ] [ 12 ] |
| 3        | F1       | Alta Gracia II 31 de octubre de 2020    | Lautaro Piñeiro Cecchi     | 2º) Francisco Calo         | Isidoro Vezzaro        | [ 11 ] [ 12 ] |
| 3        | F1       | Alta Gracia II 31 de octubre de 2020    | Lautaro Piñeiro Cecchi     | 3º) Jorge Barrio           | Isidoro Vezzaro        | [ 11 ] [ 12 ] |
| 3        | F2       | Alta Gracia II 1º de noviembre de 2020  |                            | 1º) Jorge Barrio           | Isidoro Vezzaro        | [ 13 ]        |
| 3        | F2       | Alta Gracia II 1º de noviembre de 2020  | 2º) Isidoro Vezzaro        |                            | Isidoro Vezzaro        | [ 13 ]        |
| 3        | F2       | Alta Gracia II 1º de noviembre de 2020  | 3º) Lautaro Piñeiro Cecchi |                            | Isidoro Vezzaro        | [ 13 ]        |
| 4        | F1       | Buenos Aires II 28 de noviembre de 2020 | Jorge Barrio               | 1º) Mateo Polakovich       | Lautaro Piñeiro Cecchi | [ 14 ] [ 15 ] |
| 4        | F1       | Buenos Aires II 28 de noviembre de 2020 | Jorge Barrio               | 2º) Isidoro Vezzaro        | Lautaro Piñeiro Cecchi | [ 14 ] [ 15 ] |
| 4        | F1       | Buenos Aires II 28 de noviembre de 2020 | Jorge Barrio               | 3º) Ayrton Chorne          | Lautaro Piñeiro Cecchi | [ 14 ] [ 15 ] |
| 4        | F2       | Buenos Aires II 29 de noviembre de 2020 |                            | 1º) Jorge Barrio           | Jorge Barrio           | [ 16 ]        |
| 4        | F2       | Buenos Aires II 29 de noviembre de 2020 | 2º) Isidoro Vezzaro        |                            | Jorge Barrio           | [ 16 ]        |
| 4        | F2       | Buenos Aires II 29 de noviembre de 2020 | 3º) Mateo Polakovich       |                            | Jorge Barrio           | [ 16 ]        |
| 5        | F1       | Río Cuarto 9 de enero de 2021           | Jorge Barrio               | 1º) Eduardo Moreno         | Nicolás Suárez         | [ 17 ] [ 18 ] |
| 5        | F1       | Río Cuarto 9 de enero de 2021           | Jorge Barrio               | 2º) Mateo Polakovich       | Nicolás Suárez         | [ 17 ] [ 18 ] |
| 5        | F1       | Río Cuarto 9 de enero de 2021           | Jorge Barrio               | 3º) Ayrton Chorne          | Nicolás Suárez         | [ 17 ] [ 18 ] |
| 5        | F2       | Río Cuarto 10 de enero de 2021          |                            | 1º) Isidoro Vezzaro        | Isidoro Vezzaro        | [ 19 ]        |
| 5        | F2       | Río Cuarto 10 de enero de 2021          | 2º) Jorge Barrio           |                            | Isidoro Vezzaro        | [ 19 ]        |
| 5        | F2       | Río Cuarto 10 de enero de 2021          | 3º) Francisco Caló         |                            | Isidoro Vezzaro        | [ 19 ]        |
| 6        | F1       | Paraná 16 de enero de 2021              | Jorge Barrio               | 1º) Guido Moggia           | Guido Moggia           | [ 20 ] [ 21 ] |
| 6        | F1       | Paraná 16 de enero de 2021              | Jorge Barrio               | 2º) Jorge Barrio           | Guido Moggia           | [ 20 ] [ 21 ] |
| 6        | F1       | Paraná 16 de enero de 2021              | Jorge Barrio               | 3º) Lautaro Piñeiro Cecchi | Guido Moggia           | [ 20 ] [ 21 ] |
| 6        | F2       | Paraná 17 de enero de 2021              |                            | 1º) Jorge Barrio           | Jorge Barrio           | [ 22 ]        |
| 6        | F2       | Paraná 17 de enero de 2021              | 2º) Mateo Polakovich       |                            | Jorge Barrio           | [ 22 ]        |
| 6        | F2       | Paraná 17 de enero de 2021              | 3º) Eduardo Moreno         |                            | Jorge Barrio           | [ 22 ]        |
| 7        | F1       | Buenos Aires III 6 de febrero de 2021   | Isidoro Vezzaro            | 1º) Nicolás Suárez         | Eduardo Moreno         | [ 23 ] [ 24 ] |
| 7        | F1       | Buenos Aires III 6 de febrero de 2021   | Isidoro Vezzaro            | 2º) Tiago Pernía           | Eduardo Moreno         | [ 23 ] [ 24 ] |
| 7        | F1       | Buenos Aires III 6 de febrero de 2021   | Isidoro Vezzaro            | 3º) Francisco Caló         | Eduardo Moreno         | [ 23 ] [ 24 ] |
| 7        | F2       | Buenos Aires III 7 de febrero de 2021   |                            | 1º) Eduardo Moreno         | Isidoro Vezzaro        | [ 25 ]        |
| 7        | F2       | Buenos Aires III 7 de febrero de 2021   | 2º) Jorge Barrio           |                            | Isidoro Vezzaro        | [ 25 ]        |
| 7        | F2       | Buenos Aires III 7 de febrero de 2021   | 3º) Ignacio Montenegro     |                            | Isidoro Vezzaro        | [ 25 ]        |
| 8        | F1       | Buenos Aires IV 13 de febrero de 2021   | Jorge Barrio               | 1º) Mateo Polakovich       | Isidoro Vezzaro        | [ 26 ] [ 27 ] |
| 8        | F1       | Buenos Aires IV 13 de febrero de 2021   | Jorge Barrio               | 2º) Eduardo Moreno         | Isidoro Vezzaro        | [ 26 ] [ 27 ] |
| 8        | F1       | Buenos Aires IV 13 de febrero de 2021   | Jorge Barrio               | 3º) Jorge Barrio           | Isidoro Vezzaro        | [ 26 ] [ 27 ] |
| 8        | F2       | Buenos Aires IV 14 de febrero de 2021   |                            | 1º) Jorge Barrio           | Jorge Barrio           | [ 28 ]        |
| 8        | F2       | Buenos Aires IV 14 de febrero de 2021   | 2º) Isidoro Vezzaro        |                            | Jorge Barrio           | [ 28 ]        |
| 8        | F2       | Buenos Aires IV 14 de febrero de 2021   | 3º) Mateo Polakovich       |                            | Jorge Barrio           | [ 28 ]        |

## Posiciones finales

### Puntuaciones
| Posición | 1.º | 2.º | 3.º | 4.º | 5.º | 6.º | 7.º | 8.º | 9.º | 10.º | 11.º | 12.º | 13.º | 14.º | 15.º | Pole | SQ | Asist. |
| Puntos   | 25  | 20  | 17  | 15  | 13  | 11  | 9   | 8   | 7   | 6    | 5    | 4    | 3    | 2    | 1    | 2    | 3  | 5      |

- Se otorgan puntos extra por Pole en Clasificación (2), Super Clasificación (3) y por haber cronometrado por lo menos 1 (una) vuelta en carrera final (5).

### Campeonato de Pilotos
| Pos. | Piloto                 | BA I | BA I | AG I | AG I | AG II | AG II | BA II | BA II | RIO | RIO | PAR | PAR | BA III | BA III | BA IV | BA IV | Puntos |
| ---- | ---------------------- | ---- | ---- | ---- | ---- | ----- | ----- | ----- | ----- | --- | --- | --- | --- | ------ | ------ | ----- | ----- | ------ |
| 1    | Jorge Barrio           | 10   | 4    | 2    | 2    | 3     | 1     | 6     | 1     | 11  | 2   | 2   | 1   | 13     | 2      | 3     | 1     | 280    |
| 2    | Eduardo Moreno         | 1    | 6    | 6    | 1    | 5     | 4     | 4     | 5     | 1   | 9   | 12  | 3   | 7      | 1      | 2     | 7     | 228    |
| 3    | Isidoro Vezzaro        | 4    | 3    | 1    | 4    | 1     | 2     | 2     | 2     | 5   | 1   | DSQ | 5   | 6      | 4      | 11    | 2     | 228    |
| 4    | Mateo Polakovich       | 12   | 1    | 8    | 3    | 7     | 5     | 1     | 3     | 2   | 4   | 11  | 2   | 11     | 12     | 1     | 3     | 221    |
| 5    | Ayrton Chorne          | 3    | 13   | 7    | 9    | 8     | 6     | 3     | 8     | 3   | 10  | 8   | 6   | 5      | 6      | DSQ   | 8     | 147    |
| 6    | Lautaro Piñeiro Cecchi | DSQ  | 2    | 3    | 5    | 13    | 3     | 7     | 4     | 6   | 7   | 3   | 13  |        |        |       |       | 145    |
| 7    | Luca Longhi            | 7    | 7    | 5    | 7    | 6     | 8     | 13    | 15    | 10  | 6   | 7   | 9   | 12     | 9      | 9     | 6     | 139    |
| 8    | Francisco Calo         | 11   | 5    | 4    | 13   | 2     | 13    | 15    | 7     | 7   | 3   | 10  | 8   | 3      | 11     | 12    | 11    | 131    |
| 9    | Ignacio Montenegro     |      |      |      |      |       |       | 5     | 6     | 4   | 8   | 4   | 14  | 10     | 3      | 7     | 5     | 126    |
| 10   | Thiago Pernia          |      |      | 11   | 12   | 4     | 11    | 11    | 13    | 12  | 11  | 5   | 12  | 2      | 5      | 10    | 12    | 109    |
| 11   | Nicolás Suárez         |      |      |      |      |       |       | 9     | 9     | 9   | 5   |     |     | 1      | Ret    | 5     | 4     | 107    |
| 12   | Thomas Pozner          | 2    | 12   | 12   | 6    | 14    | Ret   | 12    | 14    |     |     |     |     | 9      | 10     | 4     | 10    | 86     |
| 13   | Diego Mohr             | 6    | 8    | 10   | 11   | 9     | 10    | 8     | 10    |     |     |     |     |        |        |       |       | 77     |
| 14   | Bruno Chiappella       | 8    | 10   | 9    | 10   | 10    | 7     | 14    | 11    |     |     |     |     |        |        |       |       | 67     |
| 15   | Iñaki Arrias           |      |      |      |      |       |       |       |       |     |     | 9   | 11  | 4      | 8      | 8     | 13    | 57     |
| 16   | Guido Moggia           |      |      |      |      |       |       |       |       |     |     | 1   | 4   |        |        |       |       | 45     |
| 17   | Figgo Bessone          | 5    | 9    | 13   | 8    |       |       |       |       |     |     |     |     |        |        |       |       | 38     |
| 18   | Heber Lamboglia        |      |      |      |      |       |       |       |       |     |     |     |     | 8      | 7      | 6     | 9     | 37     |
| 19   | Bruno Miglio           |      |      |      |      |       |       | 10    | 12    | 8   | 12  |     |     |        |        |       |       | 32     |
| 20   | Hernán Satler          |      |      |      |      |       |       |       |       |     |     | 6   | 7   |        |        |       |       | 23     |
| 21   | Santiago López         |      |      |      |      | 11    | 9     |       |       |     |     |     |     |        |        |       |       | 17     |
| 22   | Exequiel Bastidas      |      |      |      |      |       |       |       |       |     |     | 13  | 10  |        |        |       |       | 11     |
| 23   | Franco Bosio           |      |      |      |      | 12    | 12    |       |       |     |     |     |     |        |        |       |       | 9      |
| 24   | Andres Barovero        | 9    | 11   |      |      |       |       |       |       |     |     |     |     |        |        |       |       | 5      |
| Pos. | Piloto                 | BA I | BA I | AG I | AG I | AG II | AG II | BA II | BA II | RIO | RIO | PAR | PAR | BA III | BA III | BA IV | BA IV | Puntos |

| Color     | Resultado                                                               |
| --------- | ----------------------------------------------------------------------- |
| Oro       | Ganador                                                                 |
| Plata     | 2.ª plaza                                                               |
| Bronce    | 3.ª plaza                                                               |
| Verde     | Finalizó en los puntos                                                  |
| Azul      | Finalizó sin puntos                                                     |
| Azul      | NC - No clasificado                                                     |
| Violeta   | Ret - No terminó (Carrera)                                              |
| Rojo      | DNQ - No se clasificó                                                   |
| Negro     | DSQ - Descalificado                                                     |
| Blanco    | DNS - No empezó (carrera)                                               |
| Blanco    | WD - Retirado (fin de semana)                                           |
| Blanco    | C - Carrera cancelada                                                   |
| Sin color | DNP - Inscrito pero no participó                                        |
| Sin color | INJ - Lesionado                                                         |
| Sin color | EX - Excluido                                                           |
| Estado    | Resultado                                                               |
| Negrita   | Pole position                                                           |
| Cursiva   | Vuelta rápida                                                           |
| †         | Abandona, pero clasifica al completar el porcentaje requerido para ello |

### Campeonato de Equipos
- Para el campeonato de equipos, se computaron los resultados de los 2 (dos) mejores pilotos clasificados de cada equipo, en cada carrera.

| Pos. | Equipo                     | BA I | BA I | AG I | AG I | AG II | AG II | BA II | BA II | RIO | RIO | PAR | PAR | BA III | BA III | BA IV | BA IV | Puntos |
| ---- | -------------------------- | ---- | ---- | ---- | ---- | ----- | ----- | ----- | ----- | --- | --- | --- | --- | ------ | ------ | ----- | ----- | ------ |
| 1    | Croizet Racing             | 41   | 36   | 46   | 55   | 40    | 50    | 38    | 48    | 50  | 38  | 50  | 52  | 25     | 55     | 52    | 48    | 724    |
| 2    | Gabriel Werner Competición | 38   | 47   | 52   | 38   | 42    | 47    | 39    | 45    | 34  | 44  | 38  | 18  | 39     | 34     | 29    | 33    | 617    |
| 3    | Martínez Competición       | 31   | 38   | 27   | 34   | 29    | 34    | 52    | 35    | 37  | 38  | 10  | 25  | 40     | 12     | 48    | 42    | 532    |
| 4    | Litoral Group              | 39   | 23   | 19   | 23   | 36    | 23    | 19    | 15    | 20  | 26  | 32  | 21  | 37     | 30     | 32    | 27    | 422    |
| 5    | Aimar Motorsport           | 28   | 30   | 28   | 21   | 35    | 20    | 6     | 14    | 16  | 22  | 11  | 13  | 22     | 10     | 9     | 10    | 295    |
| 6    | LR Team Unlimited          | 0    | 0    | 0    | 0    | 0     | 0     | 0     | 0     | 22  | 11  | 43  | 36  | 18     | 16     | 5     | 13    | 164    |
| 7    | Werner Junior              | 13   | 11   | 12   | 11   | 11    | 14    | 2     | 10    | 0   | 0   | 0   | 0   | 0      | 0      | 0     | 0     | 84     |
| 8    | Ferreira Motorsport        | 0    | 0    | 0    | 0    | 0     | 0     | 11    | 9     | 13  | 9   | 8   | 11  | 0      | 0      | 0     | 0     | 61     |
| 9    | Barovero Racing Team       | 12   | 10   | 0    | 0    | 9     | 9     | 0     | 0     | 0   | 0   | 0   | 0   | 0      | 0      | 0     | 0     | 40     |